# Wilhelm Canaris
Wilhelm Canaris (Aplerbeck (Dortmund), 1887. január 1. – Flossenbürg, 1945. április 9.) német tengernagy.
Már az I. világháborúban a haditengerészet vezérkarában szolgált. 1924-1928 között a Birodalmi Védelmi Minisztérium tengerészeti főnökének stábjához tartozott. 1935. január 1-jétől az Abwehr vezetője volt, mely szervezet 1938-ig a Birodalmi Hadügyminisztérium, majd onnantól közvetlenül az OKW (Oberkommando der Wehrmacht) irányítása alatt állt. Kinevezésekor ellentengernagy, 1938-tól altengernagy, majd 1940-ben léptették elő tengernaggyá. Hivatala, ami Canaris kinevezéséig jelentéktelen volt, vezetésével komoly vetélytársa lett és állandóan rivalizált is a Heydrich, majd Kaltenbrunner vezette Birodalmi Biztonsági Főhivatallal, az SD-vel. Kapcsolatban állt a Hitler ellenes katonai ellenállási mozgalommal, s bár tevékenységében nem vett részt, de fedezte annak tagjait. 1944. februárjában leváltották, s az 1944. július 20-i Hitler elleni merénylet után letartóztatták, koncentrációs táborba vitték és kivégezték.

## A kezdetek
Canaris a Ruhr-vidék szülötte. Apja egy vasöntöde főmérnöke volt. A kis Wilhelm a család harmadik gyermekeként látta meg a napvilágot. Szülei evangélikusok voltak. Kortársai közül sem fizikai, sem szellemi adottságaival nem tűnt ki gyerekkorában. Csupán kíváncsisága volt erősebb az átlagnál, s társai ezért a „Kieker” (leselkedő, figyelő) becenevet adták neki. Tizennyolc évesen választotta a katonai hivatást, bár igazából az óceánok és az idegen vidékek és népek vonzották. Talán kíváncsiságának köszönhetően rendkívüli érzéke volt a nyelvtanuláshoz. 1935-ös hivatalos jellemzésében már az szerepel, hogy a németen kívül angolul, spanyolul, olaszul, franciául, portugálul és oroszul beszélt. Neve alapján családját, az apja a görög Konsztantinosz Kanarisz XIX. századi görög szabadságharcos és államférfi leszármazottaiként határozta meg (Kanarisz a törökök elleni szabadságharcban tengernagyként szétverte a török flottát). A rokonságnak azonban nincsenek bizonyítékai – sőt, bizonyosan egy korábban Lombardiába betelepült görög család leszármazottjai –, de lehetséges, hogy a fiatal Canaris döntését, hogy 1905. április 1-jén belépett a Császári Haditengerészeti Akadémiára, mégis befolyásolta.
Az iskola elvégzése után, 1908-ban sorhajóhadnagyként a Bremen cirkálóra került. A cirkálót felettesei előbb a Földközi-tengerre, majd onnan a latin-amerikai térségbe irányították. Innen adódott a későbbiekben kiemelkedően jó spanyol nyelvtudása. Canaris már ekkor is teljesíthetett titkos küldetéseket, mert 1909. május 13-án megkapta a Bolivar-rendet. 1910 januárjában hazarendelik és másodtiszti beosztást kap a V–162-es torpedórombolón. 1910. augusztus 29-én főhadnaggyá léptetik elő és áthelyezik az S–145-ös hajóra, ahonnan 1912 őszén átkerül a Dresden könnyűcirkálóra másodtisztnek. Hajóját a török partokhoz vezénylik. Feladatuk a németek által épített, Törökországon áthaladó vasútvonal ellenőrzése volt. 1913 végén hajóját Mexikó parti vizeire rendelik, hogy ott a német befektetéseket védelmezze az ott zajló polgárháborúban. Az első világháború kitörése után feladata az ellenséges kereskedelmi hajók elsüllyesztése volt a Mexikói-öbölben, de lőszer és szén híján kevés sikerrel járnak, ezért hajóját Maximilian von Spee tengernagy Kelet-ázsiai hajórajához (Ostasiengeschwader) rendelik. A Dresden könnyűcirkáló a hajóraj kötelékében teljesít szolgálatot a Csendes-óceán térségében, majd a balsikerű Falkland-szigeteki csata után menekülni kényszerült. Feltehetően Canaris javaslatára a hajó Chile belvizein hajózva igyekszik elkerülni a brit felderítést, azonban két brit cirkáló, a HMS Glasgow és a HMS Kent, kitartó üldözés után Chile partjainál elsüllyesztésre kényszeríti. A Dresdent maguk a németek küldték a hullámsírba, miután a legénység elhagyta a hajót.
Canaris a fogságból 1915. augusztus 4-én megszökött és az Andokon keresztül eljutott a németbarát Valparaisóba, ahol felszállt a Frisia nevű holland gőzhajóra, ami Rotterdamba tartott. 1915. szeptember 30-án érkezett meg Berlinbe. Hamarosan új feladatot kapott. Gibraltárba küldték, ahol a német tengeralattjárók üzemanyag-, víz- és élelmiszer-ellátását szervezte, természetesen a spanyol hadvezetés és titkosszolgálat tudtával. 1916 elején átküldték Marokkóba, ahol minél több arab törzset kellett fellázítania az antant ellen. Ezzel a küldetésével azonban nagyon nem dicsekedhetett. Kérelmére hazarendelték, ám a hazaúton Észak-Olaszországban váratlanul letartóztatták. A halálos ítélet végrehajtása előtt – nem tisztázott körülmények között – sikerült megszöknie, és 1916 márciusában már újra a számára biztonságos Madridban volt, immár kapitányi rendfokozatban. Spanyolországból 1916. október 1-jén az U–35 tengeralattjáróval menekítik ki, ami a Cattaro-i öbölben teszi partra. Az 1917-es év folyamán tengeralattjárós kiképzésen vett részt, ősszel pedig az U–34 kapitánya lett az Adriai-tengeren, ahol sok ellenséges kereskedelmi hajót elsüllyesztettek. A háború befejezésekor azon kevés német hadihajók egyikének parancsnoka volt, amelyek teljesen sértetlenül tértek vissza Kielbe.

## A weimari köztársaságban
1919 nyarán már Noske miniszter közvetlen munkatársa, a szabadcsapatok parancsnokának, Hermann Erhardnak a bizalmasa. Tagja annak a hadbíróságnak, amelyik felelősségre vonta a szabadcsapatok azon tagjait, akik részt vettek Rosa Luxemburg és Karl Liebknecht megölésében. A vádlottak nagy részét a bíróság felmentette. Ebben az évben vette feleségül Erika Waag-ot. A házasságukból két leánya született (Eva és Brigitte). Egy évvel később részt vett az úgynevezett Kapp-puccsban. Ezután elfogták és letartóztatták, de rövidesen szabadult. Majd korvett-kapitányi rangban a Berlin cirkálóra került, de igazi feladata a flotta illegális fejlesztése lett von Gagern ellentengernagy segédtisztjeként. 1920. júliusától I. osztályú vezérkari tiszti minősítést kapott, de feladata változatlan. 1922-ben szervezésében nagyban folyik a német haditengerészet titkos újrafelfegyverzése. 1923-ban Canaris a Berlin fedélzetén, melynek külföldi útját az Antant engedélyezte, eljut Japánba. De nem megy üres kézzel, hanem ekkor adja át a japánoknak az U-Bootok (a tengeralattjárók) tervrajzait.

## Hitler színre lépése
Canarist az 1920-as évek közepén a védelmi minisztérium haditengerészeti vezérkarában referensé nevezték ki, ami valójában kémkedést jelentett. Megbízható fegyverszállítókat és fegyvergyártókat kellett találnia, titkos tervrajzokat illegálisan külföldre juttatnia. A német kormány az e célokra félretett és sehol nyomot nem hagyó pénzeiből álcázott cégeket alapított Hollandiában, Finnországban, Spanyolországban és másutt is, amelyek elsősorban haditengerészeti, a békeegyezményekben tiltott árut gyártottak Németországnak. E téren végzett sikeres működése után 1928 júniusában ismét hajóra vezényelték, első tiszt lett a Schlesien (Szilézia) nevű sorhajón. Egy évvel később, 1929. július 1-jével már fregattkapitányi rangban a Nordsee (Északi-tenger) haditengerészeti támaszpont vezérkari főnökévé nevezték ki, ahol azokat a hajókat őrizték, amelyekre Németország a versailles-i békeszerződést megszegve tett szert. Az 1932. október 1-jével Canaris újra hajót kapott, de már mint az egyik legnagyobb német hadihajónak, az általa oly jól ismert Schlesiennek a kapitánya szolgálhatott. De nem sokáig, mert 1934. szeptember 29-én egy tengerparti erőd parancsnokságát bízták rá, ami számára valószínűleg büntetés volt a haditengerészet vezetői részéről, akik nem lelkesedtek a nácik hatalomátvételekor, szemben Canarissal. Aztán 1935. május 1-jén következett be a fordulat Canaris életében, amikor ellentengernaggyá nevezték ki, s maga Hitler választotta az Abwehr élére. Canaris teljesen átszervezte az Abwehrt, melyet nem titkoltan a világ legjobb kémszervezetévé akart tenni. Törekvéseit Hitler valószínűleg erőteljesen támogathatta, mivel 1935-36-ban négy hónap leforgása alatt 12 alkalommal fogadta Canarist.

## Canaris és az Abwehr
Canaris széles körű nyelvtudásának köszönhetően sokrétű kapcsolatokkal rendelkezett az egész világon. Barátai között tudhatta Franco tábornokot, a spanyol diktátort, akinek hatalomra jutásában komoly szerepe volt a főleg Canaris révén megszervezett német katonai segítségnyújtásnak. A világot járt admirális 1936 végére már olyan szervezetté varázsolta az Abwehrt, melynek a világ minden sarkában volt ügynöke. A Berlin környéki Abwehr kiképző központokban tömegével képezték ki a különböző nemzetiségű ügynököket és szabotőröket, akiket titokban csempésztek ki hazájukból és juttattak oda vissza. Az Abwehr megrendelésére a német híradástechnikai cégek – főleg a Telefunken – az akkori csúcstechnikát fejlesztette ki, amivel a német ügynököket ellátták. Párhuzamosan kifejlesztették az ellenséges ügynökök lehallgatására alkalmas eszközöket is. Az Abwehr emberei ott voltak minden földrész kikötőiben, jelentős hadi üzemeinek a környékén, kutatólaboratóriumokban, s nemcsak az ellenséges országokban, hanem a szövetségesnek számító és semleges államokban is.
1936. december 21-én Canaris komoly sikert könyvelhetett el a többi, német titkosszolgálattal folytatott rivalizálásban. E napon írták alá azt az egyezményt, ami kötelezte a Biztonsági Szolgálatot, (Sicherheitsdienst, Hírszerzés, SD) és a titkos államrendőrséget (Gestapo), hogy működjenek együtt az Abwehrrel. A gyakorlatban ez azt jelentette, hogy e két szervezet minden akciójáról értesült az Abwehr, ugyanakkor ez fordítva nem volt igaz. Hitler annak ellenére bízott Canarisban, hogy a rivális vezetők valószínűleg őt is többször beárulták a Führernek. De Canaris hű nemzetiszocialista érzelmű, antiszemita és antikommunista volt. Így 1938. április 1-jén ellentengernagyból altengernaggyá avanzsált. Az Abwehrt pedig a hadügyminisztériumból közvetlenül az OKW (Oberkommando der Wehrmacht, ) alá szervezték. Ettől kezdve Canaris elérte, hogy a német külügyminisztérium is a lehető legszorosabban együttműködjön szervezetével, s minden német nagykövetségen tartson legalább egy Abwehr ügynököt diplomata státuszban.
Hitlernek természetesen bizonyos mélységig be kellett vonnia Canarist és az Abwehrt a jövőbeli terveibe is, hogy az tudja szervezni a kémtevékenységet a leendő ellenséges országokban. A Führer az Abwehrtől szerzett információk alapján rendelte el a Rajna-vidék visszafoglalását tábornokai ellenkezése ellenére, mert tudta, hogy a franciák angol segítség nélkül nem fognak ez ellen semmit sem tenni. A britek számára viszont egyáltalán nem volt olyan fontos a Rajna-vidék, hogy a német bevonulás ellen bármit is akartak volna tenni. 1936. március 7-én a németek egyetlen puskalövés nélkül birtokba vehették a fegyvermentes övezetnek nyilvánított területet.

## Abwehr akciók a háború kitörése előtt
A náci hadvezetés, főleg Göring szorgalmazására komoly légierő kiépítését határozta el. Ehhez az Abwehr ügynökei az Amerikai Egyesült Államokból tömegével szállították a repülőgép építéshez szükséges különféle tervrajzokat. Ugyanígy jutottak hozzá a haditengerészet kiépítésében felhasználható tervekhez. De a német ügynökök elloptak tervrajzokat az amerikai kísérleti laboratóriumokból is, többek között egy újfajta kétéltű harckocsi és egy kísérleti tengeri repülőgép tervét. Az Abwehr megszerezte az amerikai hadsereg által használt összes titkosított térképet is. Megszerezték az egyik legnagyobb amerikai repülőgépgyárban, a Sikorsky Aircraftnál gyártott minden repülőgéptípus aprólékos tervrajzát. Ismerték az egyik Boeing bombázó részletes leírását. Voltak olyan titkos tervrajzok, amelyek a tervezőasztalról előbb jutottak el a német hadvezetéshez, mint az amerikaihoz.
Az Abwehr ügynökei már 1936-ban jelentették Berlinbe, hogy nyomára akadtak egy teljesen új haditechnikai újdonságnak, a Goddard-féle amerikai rakétakísérleteknek. A japánokkal létrejött egyezmény alapján az Abwehr nagyon sok titkosszolgálati információt átadott Amerikáról a japánoknak, cserébe természetesen a japánok által szerzett értesüléseket kapott a világ minden tájáról. A megszerzett titkos információk legnagyobb mértékben a Luftwaffe fejlesztéséhez járultak hozzá, ami biztosította a németek számára a második világháború első szakaszában a légi fölényt. De következésképpen az is elmondható, hogy az amerikai kémelhárítás gyengesége ebben szintén jelentős szerepet játszott. Az amerikaiak például csak a háború végén, 1945-ben fedezték fel, hogy a németek már nyolc évvel korábban ellopták a Norden-féle bombacélzó készülék tervét, amikor a tiroli Alpokban rábukkantak egy kis rejtett üzemre, ahol a németek többek között ezt a berendezést is gyártották.
Canaris egy kisebb kémsereget küldött a Panama-csatorna övezetbe is, ahonnan nem csak a hajóforgalomról küldtek jelentéseket Berlinbe, hanem a csatorna lerombolására is fel voltak készítve. Mivel Hitler mindenáron el akarta kerülni az Egyesült Államok belépését a háborúba, ezért a Ribbentrop vezette külügyminisztérium szakadatlanul azon törte magát, hogy erősítse a barátságot az USA-val, s e törekvéseknek bizony nem egyszer keresztbe tett Canaris egy-egy ügynökének lebukása Amerikában. Ám Canaris szemrebbenés nélkül állította a külügyminiszternek, hogy Amerikában nincsen egyetlen ügynöke sem.
Canaris hasonlóan kénytelen volt Hitlernek is hazudni Angliával kapcsolatban, mivel Hitler még Franciaország lerohanása után is Anglia semlegességét akarta elérni, s ezért komoly veszély fenyegette Canarist is, amikor egy ügynöke lebukott Angliában. Ismeretes, hogy az admirális már 1939 szeptemberében meg volt arról győződve, hogy Németország elveszíti a háborút, ugyanis biztos volt Amerikának a háborúba, előbb vagy utóbb történő belépésében. Canaris ugyan nem fizette túl az ügynökeit, de arra gondot fordított, hogy a lebukott ügynököknek jogi és egyéb védelmet adjon. E tevékenysége során sikerült nyomára bukkanni annak az angol kémnek, aki húsz éven keresztül dolgozott az angol titkosszolgálatnak Németországban, és buktatott le Angliába telepített német kémeket is. Canaris tisztában volt vele, előbb-utóbb szólnak, hogy mégis kellene azonnal egy angliai szervezet. Mivel tudta, hogy ezt nem lehet rövid időn belül végrehajtani, már 1937-től tudatosan teljes gőzzel folytatta az ügynökök telepítését, az angliai kémtevékenységet, s 1938 nyarára majdnem 260 ügynöke volt Nagy-Britannia területén, akik jó része az angolokat nem éppen kedvelő írek soraiból került ki. A II. világháború kitörése előtt az Abwehr a szóba jöhető ellenséges országokból aztán kimenekítette a fontos posztokon dolgozó ügynökeit, hisz azok a megváltozott körülmények között már komoly veszélyben voltak, hisz minden hátországban a hatóságok „Keressétek a kémeket!” szövegű hirdetményekkel buzdították a lakosságot.

## Canaris a háborúban
Canaris szerepe és magatartása a II. világháborúban ellentmondásos. Abban kezdettől fogva nem hitt, hogy Németország megnyerheti a háborút, de hűséges nemzeti szocialistaként tette a dolgát a háború kezdeti szakaszában. Az Abwehr ügynökök jelentős szerepet játszottak Lengyelország megtámadásakor a célpontok kijelölésében, a lengyel hadsereg mozgását gátló szabotázs akciókban. Helyzetük Angliában és Franciaországban azonban megnehezült az angol és francia hadüzenet következtében. Így Angliában Canaris a háború alatt főként bennszülötteket, íreket, skótokat, walesieket szervezett be. Vannak adatok arra vonatkozóan, hogy zsidókat menekített ki Németországból Abwehr ügynöknek álcázva őket. Egyes források szerint Canaris értesítette az angolokat a Norvégia elleni támadásról, de azok nem hittek neki. Canaris adott információkat a külföldi sajtónak a német- és lengyelországi haláltáborokról is. A helyzet tragikomikuma, hogy Canarist a norvégiai megszállást követően kitüntették az okkupáció előkészítésében játszott Abwehr szerep elismeréseként. A hollandokat a német támadás előestéjén szintén Canaris tájékoztatta, ám ekkor a Gestapo már tudta, hogy valaki informálta az ellenséget. De Canarisra ekkor még csak Heydrich, az SD vezetője gyanakodott, aki mellesleg a szomszédja volt. Belső ellenfeleivel, Himmlerrel, Heydrichhel, Kaltenbrunnerrel, Schellenberggel, Müllerrel folyamatosan harcban állt. Ezek a náci vezetők nem rendelkeztek a Canarist jellemző széles látókörrel, s féltékenységükben állandóan árulkodtak rá Hitlernek. A háború után előkerültek olyan volt Abwehr-ügynökök, akik szerint a háború alatt Canaris spanyol területen több alkalommal is találkozott felelős brit titkosszolgálati vezetőkkel. Az angolokat tájékoztatta a Szovjetunió elleni támadásról is, bár ebben (antikommunista lévén) elvileg egyetértett Hitlerrel. Hitler be szerette volna vonni Francót a háborúba, arra hivatkozva, hogy ők is segítettek a polgárháborúban. Canaris már korábban kioktatta Francót, aki azt válaszolta, hogy ugyanannyi embert ad, (amit meg is tett), mint amennyit a németek adtak, de Spanyolország nem száll be a háborúba.
Ekkor viszont a Gestapo már fonta a nyaka köré a hurkot, de bizonyítékkal még nem rendelkeztek, az Abwehr hatáskörét azonban 1942 tavaszán Franciaországban már sikerült szűkíteni azzal, hogy feladatai egy részét átvette a Gestapo. Ma már nem kétséges, hogy Canaris megtévesztette Hitlert a szövetségesek afrikai partraszállását illetően is, hisz az Abwehr teljes bizonyossággal állította, hogy az Málta érintésével Alexandria környékén következik be. Azt, hogy Canaris az angoloknak is dolgozott, bizonyítják a háború után a Spanyolországban dolgozó angol kémek nyilatkozatai, melyek szerint a gyakran spanyol területre látogató Canarist tilos volt megölniük, mert az utasításuk szerint több hasznot hajt nekik, ha ott marad, ahol van. Így aztán nem csoda, hogy Canaris biztonságban érezte magát spanyol földön. Hitler követelésére Churchill ellen több ízben is terveztek merényletet a németek, de erős a valószínűsége, hogy ezeket Canaris elszabotálta, vagy más náci titkosszolgálatokra vagy a Luftwafféra igyekezett a feladatot áthárítani. Az ankarai brit nagykövet inasán keresztül ugyanakkor az Abwehr tudomást szerzett a szövetségesek partraszállási tervéről Franciaországban, a német hadvezetés azonban nem adott hitelt ezen értesüléseknek, az angolok pedig hamarosan elzárták ezt az információs csapot. A sztálingrádi vereség után Canaris már kereste a nyugati szövetségesekkel a kapcsolatot egy békekötés céljából, főleg Svájcon, Portugálián és Törökországon keresztül. A Szovjetunióval való békekötést viszont elképzelhetetlennek tartotta. 1943-44-ben aztán az Abwehr egyre több kudarcot volt kénytelen elszenvedni. Ahogy a szövetségesek fokozatosan űzték ki a német csapatokat a megszállt területekről, úgy csökkent az Abwehr mozgástere is, és egész ügynökhálózatai semmisültek meg.  Az Abwehr szaporodó kudarcai, a Canaris angol kapcsolataira utaló közvetett bizonyítékok, ellenlábasainak folytonos áskálódása végül is odavezetett, hogy 1944. februárjában Hitler aláírta az egyesített Német Titkos Hírszerző Szolgálat felállításáról szóló parancsot, s a szolgálat vezetőjének Himmlert nevezte ki, Canaris helyét pedig Schellenberg vette át. Az admirális befolyását ugyan elvesztette, de nem tartóztatták le, sőt egy új állást kreáltak a számára, 1944. július 1-jei időponttal Hitler kinevezte a HWK élére, melynek feladata a kereskedelmi-gazdasági hadviselés volt, de ennek ekkor már nem volt realitása. A Hitler-ellenes merénylet után 1944. július 23-án személyesen Schellenberg tartóztatta le. Az összeesküvésben nem vett ugyan részt, de Rommelhez hasonlóan tudott róla és nem jelentette a Gestaponak. Ezen kívül csupán azt próbálták bizonyítékként ellene felhozni, hogy a merénylet után neki is telefonált Stauffenberg, a merénylő.

## Halála
Az admirálist a Gestapo a kihallgatásokról először Nürnbergbe, majd a Flossenbürg melletti koncentrációs táborba vitte. 1945. április 8-án este, alig egy hónappal a náci államszervezet teljes összeomlása előtt, egy SS bíróság halálra ítélte, másnap reggel, többek között Dietrich Bonhoeffer evangélikus lelkésszel együtt, egy SS-kommandó meggyilkolta. A kivégzés kegyetlen és megalázó volt: az Abwehr volt főnökét, egyben az Office of Strategic Services (OSS) 659-es számú kapcsolatát meztelenre vetkőztették, és előbb egy vaspántra, majd kötélre akasztották fel.
Felesége és két lánya Bajorországban túlélte a háborút.

## Fordítás
- Ez a szócikk részben vagy egészben  a   Wilhelm Canaris című német Wikipédia-szócikk ezen változatának fordításán alapul.  Az eredeti cikk szerkesztőit annak laptörténete sorolja fel. Ez a jelzés csupán a megfogalmazás eredetét és a szerzői jogokat jelzi, nem szolgál a cikkben szereplő információk forrásmegjelöléseként.